# Lee Sung-yeol
Lee Sung-yeol, acreditat com Sungyeol, —이성열en coreà— (Gyeonggi-do, 27 d'agost del 1991) és un cantant, actor i model sud-coreà membre del grup Infinite.

## Filmografia
| Any  | Títol                   | Rol                                  | Notes        |
| ---- | ----------------------- | ------------------------------------ | ------------ |
| 2011 | While You Were Sleeping | Yoon So-joon                         |              |
| 2013 | Adolescence Medley      | El president del consell estudiantil | Participació |
| 2013 | Law of the Jungle       | Ell mateix                           |              |
| 2014 | Hi! School – Love On    | Hwang Sung-yeol                      |              |
| 2015 | D-Day                   | Ahn Dae-Gil                          |              |